# Tour Matilde
La Tour Matilde (en italien : Torre Matilde), est une tour côtière située dans la commune de Viareggio, dans la province de Lucques en Toscane,. 
Son nom fait suite à l'attribution erronée de sa construction au XVIe siècle à Mathilde de Toscane.

## Historique
À la suite de l'avancée du littoral, le château de Viareggio (it) (castrum de via regia), construit en 1172 et seul accès à la mer de Lucques depuis 1441 avec le débarcadère à l'embouchure de la Selice, actuel canale Burlamacca (it)) fut en effet situé à environ 600 m à l'intérieur des terres et n'était plus efficace pour protéger le lieu de débarquement sur la côte, exposé avec ses entrepôts aux attaques des pirates barbaresques. Le gouvernement de Lucques décide donc de construire une tour au plus près de la mer le 5 juin 1534.
La construction de la nouvelle tour a été réalisée en utilisant comme matériau la pierre brute de taille provenant de la démolition partielle de l'ancien château. Pour financer les travaux, il fut décidé de taxer, pendant six ans, avec des taxes extraordinaires, les marchandises arrivant à Viareggio. 
Depuis son sommet, l'arrivée de l'empereur Charles Quint fut accueillie par des coups de canon à blanc, qui débarqua à Viareggio pour rencontrer un émissaire du pape Paul III à Lucques entre le 12 et le 18 septembre 1541. La construction fut achevée en 1542 et en 1544 un mur d'enceinte autour village de Viareggio fut ajouté, construit autour du débarcadère. Une garnison d'une quinzaine d'hommes y fut établie. En 1546-1549, fut construite à côté la résidence du « commissaire des plages », chargé de contrôler le village et la circulation des marchandises. La demeure était reliée à la tour par une loggia.
Au début du XVIIe siècle la tour fut surélevée d'un étage et surmontée d'un petit clocher-tour dans lequel étaient logées deux cloches.
Après 1703, l'horloge publique présente sur la façade de la maison du commissaire de plage fut déplacée au sommet de la tour, dont le fonctionnement était initialement confié à un habitant local payé par la communauté avec un impôt annuel de quatre centimes par famille ; en 1748, la tâche fut confiée aux soldats de la garde.
Le 15 avril 1780, la tour fut frappée par la foudre, qui tua un soldat de garde, mais épargna la poudrière voisine. En remerciement d'avoir échappé au danger, la fête du « Voto del comune » fut instituée, supprimée en 1808 et rétablie en 1821.
À la suite de l'avancée du littoral, l'embouchure du Selice fut régularisée avec la construction du canal de Burlamacca en 1788, à côté duquel fut construit un nouveau fort, le Fort de la Foce di Viareggio. La tour conservait cependant la fonction de poste de surveillance, pour repérer à la fois les éventuels ennemis en mer et les incendies ; les cloches servaient également à convoquer le parlement communautaire.
Au début du XIXe siècle, la tour servait de prison, notamment pour les prisonniers en transit et en 1810 une tourelle télégraphique y fut installée. En 1813, les Anglais débarquèrent à Viareggio et occupèrent Lucques, pour ensuite se retirer à nouveau sur des navires après l'arrivée des Français, sans que la garnison de la tour ne puisse opposer aucune résistance. Le commandant Ippolito Zibibbi a été condamné à mort, puis à une peine de réclusion à perpétuité, pour défaut de défense. L'épisode a mis en évidence la faible efficacité de la tour en tant que garnison militaire et en fait elle n'est restée qu'une prison. 
En 1819, Viareggio reçut le titre de ville et les prisonniers et forçats, également logés dans la tour, travaillèrent à la construction du quai. Entre 1823 et 1847, la tour fut utilisée comme « bain des forçats », tandis que la prison actuelle fut transférée à Camaiore. En 1850, elle fut à nouveau utilisée comme prison et en 1854, la maison du gardien fut construite à côté. La tour abritait six cellules pouvant chacune accueillir jusqu'à six détenus. Elle conserva cette fonction jusqu'à la Seconde Guerre mondiale.
Une fois la prison abolie en 1945, la tour resta fermée et abandonnée jusqu'en 1969, avec les premiers travaux de restauration réalisés par la Surintendance du patrimoine environnemental, architectural, artistique et historique de Pise. Les travaux de restauration ont été repris en 1975 et achevés en 1982, permettant de mettre en lumière la structure originale du monument, modifiée par les nombreux travaux d'adaptation des espaces intérieurs aux différentes fonctions. La tour accueille actuellement des événements culturels et des expositions artistiques.

## Galerie

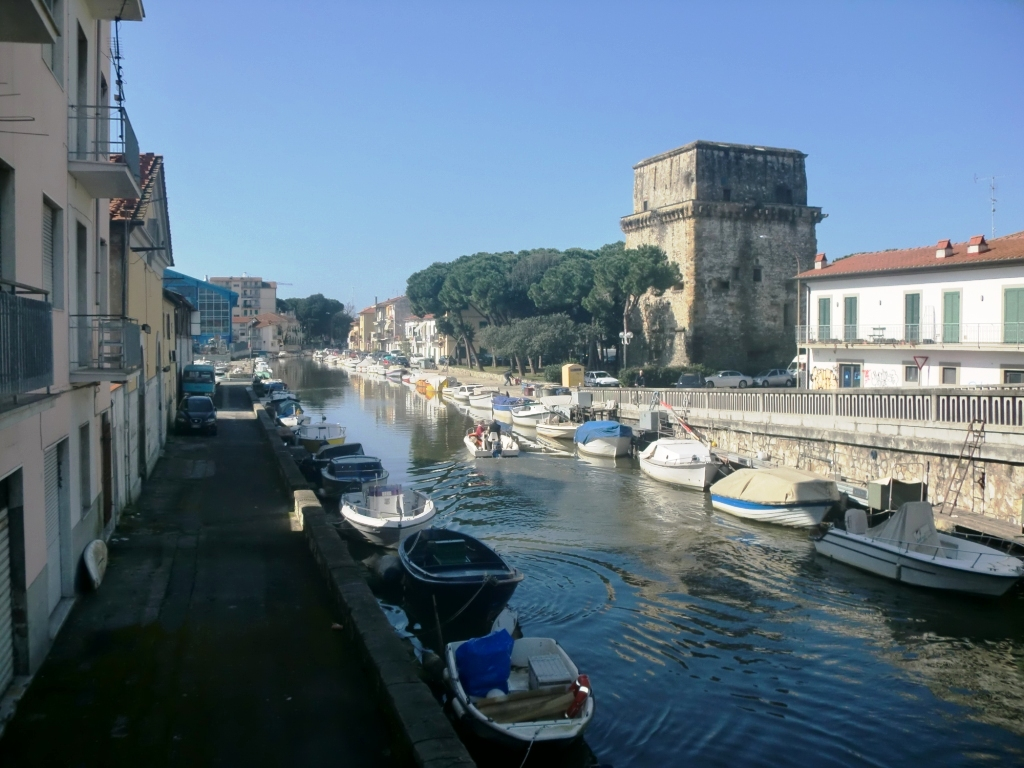
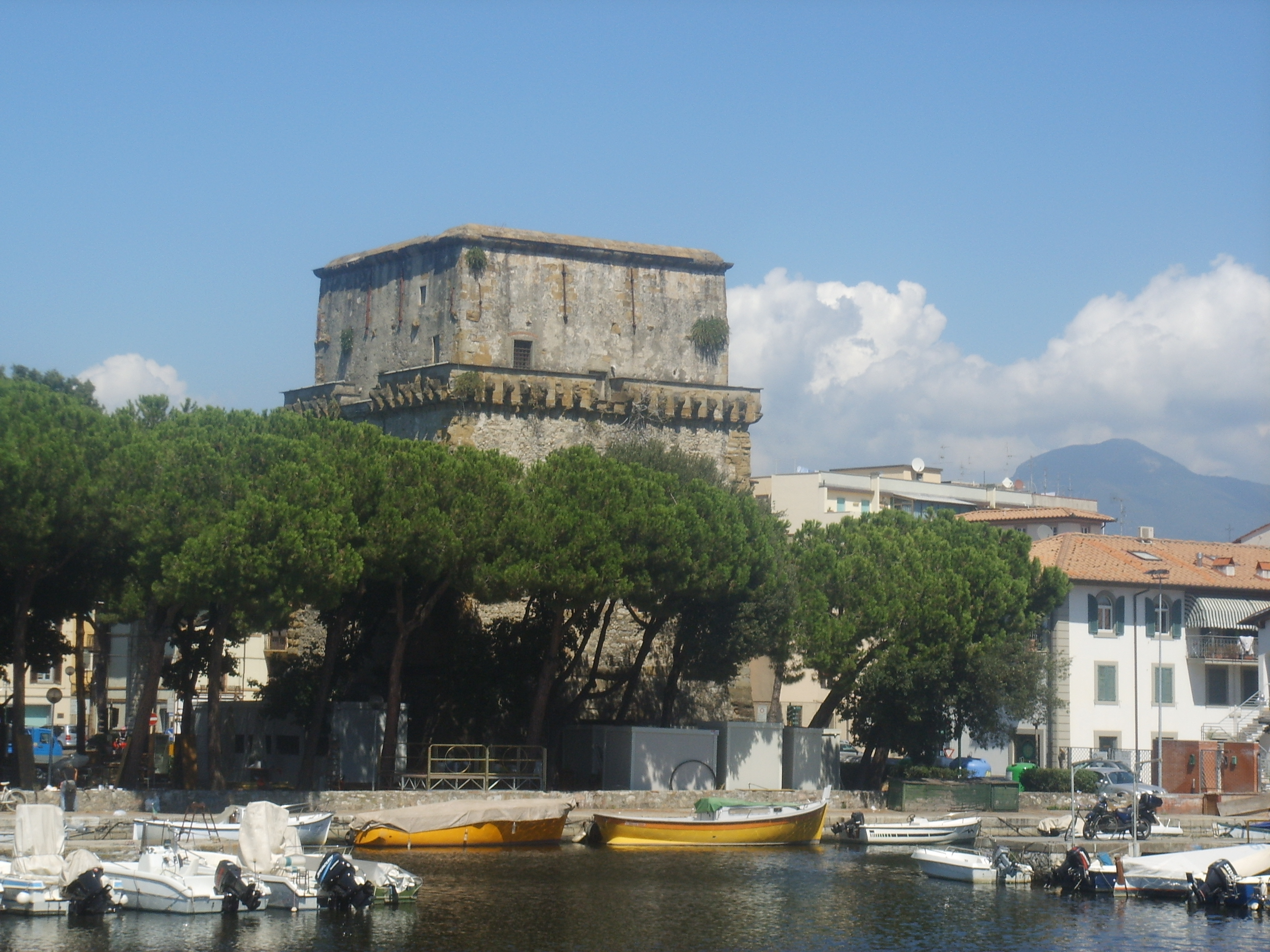